# Pascalina Lehnert
La Mare Pascalina (o Pasqualina) Lehnert (Ebersberg, 25 d'agost de 1894 – Viena, 13 de novembre de 1983) va ser una monja alemanya de la Congregació de la Santa Creu (Menzingen), majordoma i assistent del Papa Pius XII, amb qui mantingué una relació durant 41 anys. Entre els anys 1944 i 1958 presidí la Magazzino del Pontificia Commissione di Assistenza, una organització pontifícia internacional d'ajut. Durant la seva estada al Vaticà (1929-1958) se la considerà com algú de gran ascendent i amb una posició de privilegi amb el Pontífex. A l'època rebé el sobrenom irònic i maliciós de «Virgo Potens» entre aquells que la miraven amb recel.

## Biografia
Nascuda Josefina Lehnert a Ebersberg, un poble de la Baixa Baviera. Era la setena dels dotze fills d'un matrimoni de camperols fervorosament catòlics. Ja de petita donà mostres d'un gran sentit de responsabilitat i orde. Amb només quinze anys ingressà a la congregació de les Germanes de la Santa Creu de Menzingen, dedicada principalment a l'ensenyament. En fer la professió religiosa adoptà el nom de Pascalina, i va ser destinada a la instrucció de nenes en col·legis de la congregació. El març de 1918 la mare provincial d'Alttöting l'envià, amb una altra germana, per ajudar en l'organització material de la nunciatura de Múnic per a un període de dos mesos. Des de la seva primera trobada sorgí una simpatia mútua entre Pacelli i Pascalina.
La "Mare Pascalina", tal com era anomenada, va portar la casa de Pacelli a la nunciatura a Múnic, Baviera, entre 1917 i 1925 i a la nunciatura a Alemanya i Prússia a Berlín des de 1925 fins a 1929, on el Nunci Pacelli era Degà del Cos Diplomàtic. La Mare Pascalina marxà abans que Pacelli a Berlín, amb la missió de trobar una seu adequada per a la representació pontifícia i per organitzar-la, escollint una residència prop del Tiergarten i dirigint les tasques de restauració adaptació. Allà es va fer conegut per l'organització de les festes Pacelli, «que eren auspiciades, ruixades amb bon gust i brillantor amb l'etiqueta europea més estricta.... La nunciatura aviat va ser un important centre dels mons socials i oficials d'Alemanya. Aristòcrates, entre ells el president Paul von Hindenburg (un dels mariscals de camp alemanys durant la Primera Guerra Mundial), eren habitualment convidats, barrejant-se amb els estudiants i els treballadors, qualsevol a qui Pacelli, el més astut dels diplomàtics, va optar per somriure».
Pacelli va ser cridat a Roma el 1929 per convertir-se en cardenal secretari d'Estat. La Mare Pascalina aviat hi marxà com a majordoma amb altres dos germanes al Vaticà, Pascalina acompanyà el cardenal secretari d'estat en els seus viatges per tal de resoldre les seves necessitats de tipus pràctic.
En un privilegi sense precedents, se l'autoritzà a assistir el cardenal durant del conclave papal que seguí la mort de Pius XI, i que, el 2 de març de 1939, trià Pacelli per convertir-se en el Papa Pius XII, sent Pascalina l'única dona conclavista de la Història.

### Pacelli convertit en Pius XII
Quan Pius XII s'instal·là a les estances papals del Palau Apostòlic, Pacalina s'encarregà de recrear-hi l'atmosfera que plaïa al Papa i que ella havia sabut imposar en el passat. El cercle íntim de Pacelli era predominantment alemany: monseñor Ludwig Kaas; el P. Robert Leiber, SJ, el seu secretari; el P. Augustin Bea SJ, el seu confesor, i, les germanes Maria Corrada i Erwaldiss, dirigides por sor Pascalina, encarregades de les tasques domèstiques. També eren ben rebuts el comte Enrico Galeazi i el seu germà Riccardo Galeazzi-Lisi, així com els cardenals von Faulhaber i Spellman, amics personals del Papa. Sor Pascalina vigilava atentament que el Papa pogués gaudir de tranquil·litat en les seves poques hores d'intimitat, la qual cosa requeria d'una gran fermesa i coratge per enfrontar-se als curials i a tot aquell que volgués entrar en aquest petit món.

### Les organitzacions benèfiques papals 1944-1958
Durant la Segona Guerra Mundial la rutina dels apartaments pontificis es va veure alterada. El Papa multiplicà les audiències i abolí el protocol per rebre ferits i mutilats. A més, creà una oficina d'informació per aconseguir i donar tota mena d'informació sobre presoners de guerra i desapareguts. Seguint l'exemple de Benet XV durant la Gran Guerra, Pius XII exercí una eficaç acció de beneficència per tal d'apaivagar els horrors de la guerra. Sor Pascalina va ser posada al capdavant dels magatzems on es classificaven tota mena de subsistències. També va participar en les accions en favor dels jueus, en aixecar-se la clausura dels convents i monestirs femenins per tal que poguessin rebre refugiats.
En el Nadal de 1944, 15.000 refugiats de les forces invasores nazis trobaren habitatge al palau papal de Castel Gandolfo, la residència papal a Castel Gandolfo. Al Vaticà, la Mare Pascalina estava a càrrec d'allotjar, vestir i alimentar tants refugiats jueus com hi cabessin. Cap al final de la guerra, no menys de 200.000 jueus s'havien protegit i alimentat dins de la Ciutat Santa sota la seva supervisió.
A més d'això, 12.000 paquets van ser lliurats als nens de Roma, molts dels quals van ser lliurats pel mateix Papa Pius XII. Lehnert organitzà caravanes de camions plens de medicines, roba, sabates i aliments als camps de presoners i hospitals, amb la condició de primers auxilis, aliments i refugi per a víctimes del bombardeigs, alimentà la població famolenca de Roma, va contestar les trucades d'emergència per l'ajut del Papa, envià cura paquets a França, Polònia, Txecoslovàquia, Alemanya i Àustria i altres països.
Pius XII demanà a la Mare Pascalina immediatament després de la guerra que organitzés la caritat papal. Monsenyor Ferdinando Baldelli, Carlo Egger i Otto Faller van començar en nom del Papa la Pontifícia Commissió d'Assistència, El Papa va demanar a la Mare Pascalina que dirigís els seus esforços personals de caritat, oficialment sota Monsenyor Montini (posteriorment el Papa Pau VI), amb qui ella semblava tenir una relació complicada. Per ajudar al Papa en les moltes peticions d'ajut i caritat, Pascalina va organitzar i va dirigir el "Magazzino", una oficina de la caritat papal privada que donà feina fins a 40 ajudants i va continuar fins a 1959. Segons afirmà Sor Pascalina, «Va començar des d'un inici modest i es va convertir en una obra de caritat gegantina».
Després de la guerra, les peticions d'ajut al Papa va continuar a una Europa esquinçada per la guerra: la Mare Pascalina va organitzar l'ajut d'emergència per a les persones desplaçades, presoners de guerra, les víctimes de les inundacions i les moltes víctimes de la guerra. També distribuí centenars d'articles religiosos per a sacerdots necessitats. En anys posteriors, sacerdots amb parròquies molt grans van rebre cotxes petits o motos. El Papa demanà ajut als bisbes dels Estats Units, Argentina, Brasil, Suïssa, Canadà, Mèxic, i altres països.
En els darrers anys de Pius XII (a partir de 1954), Sor Pascalina tancà encara més el cèrcol al voltant del Pontífex, davant el disgust dels membres de la Cúria, arribant a retardar mesos audiències amb cardenals que no li queien bé: arribà al punt de fer expulsar per la Guàrdia suïssa el cardenal Tardini, vicesecretari d'Estat, després que aquest protestés per haver d'esperar quatre hores davant la porta del despatx del Papa perquè Sor Pasqualina havia concedit una audiència Papal a l'actor Gary Cooper, que en aquells moments es trobava a Roma
Posteriorment, s'enfrontà al Patriarca de Venècia Angelo Roncalli, qui hagué d'esperar tres hores i quart mentre el Papa mantenia una trobada informal amb l'actor Clark Gable; i posteriorment amb el bisbe Montini, al qual Pascalina aconseguí fer allunyar del Vaticà; i tot i estar al capdavant de l'arquebisbat de Milà no ingressà al Col·legi Cardenalici.

### Després de Pius XII
En morir el Papa el 1958, el cardenal Tisserant descobrí que Sor Pascalina havia buidat el contingut de tres calaixos del Papa i havia cremat el contingut, afirmant que era «una ordre expressa del Sant Pare». Poc després aparegueren totes les rancúnies contingudes. Immediatament després de l'incident de la crema de documents, sor Pascalina hagué d'abandonar les instal·lacions vaticanes en 24 hores. Malgrat això, Sor Pascalina es quedà a Roma com a procuradora de la seva congregació i supervisora pel nou col·legi pels seminaristes estatunidencs. Posteriorment va fundar una llar dissenyada per donar allotjament dones solteres d'edat avançada.

### La mort
La Mare Pascalina va morir d'una hemorràgia cerebral a Viena, l'any 1983, als 89 anys. Va ser enterrat al cementiri del Vaticà. Diversos bisbes i cardenals, entre ells Joseph Ratzinger (també bavarès), assistiren al seu funeral.

## L'autobiografia
La Mare Pascalina va escriure la seva autobiografia l'any 1959, però les autoritats eclesiàstiques no van permetre que fossin publicades fins al 1982. En unes 200 pàgines descriu les qualitats humanes i el sentit de l'humor d'Eugenio Pacelli, amb qui treballà durant 41 anys. També descriu successos històrics com el conclave de 1939, fets que tingueren lloc durant la Segona Guerra Mundial, el consistori de 1946, les beatificacions, l'Any Sant de 1950, i la malaltia i mort del Papa.
La Mare Pascalina també publicà diversos articles, on descrivia la vida diària i les rutines del Pontífex.

## Obres
- Lehnert, Pascalina. Ich durfte Ihm Dienen, Erinnerungen an Papst Pius XII. Naumann, Würzburg, 1986
- Lehnert, Pascalina; Susan Johnson (transl.). His Humble Servant: Sister M. Pascalina Lehnert's Memoirs of Her Years of Service to Eugenio Pacelli, Pope Pius XII. Saint Augustine's Press, South Bend. February 2014. ISBN 978-1-58731-367-7. (first English translation)

## Honors
Creu de l'orde al Mèrit de la República Federal Alemanya (1969)
 Dama de l'orde Bavarès del Mèrit (1980)
 Medalla d'Honor en Or de l'orde al Mèrit de la República Austríaca (1981)
 Creu pro Ecclesia et Pontifice (1958)